# Rosa Rabbani
Rosa Rabbani (Yazd, Irán, 1971) es una psicóloga, escritora y formadora de empresas y organizaciones. Es doctora en Psicología Social y se ha dedicado a la terapia de pareja, psicología familiar sistémica y terapia estratégica breve. Sus investigaciones en el ámbito de los estudios de género fueron pioneras en España y obtuvieron el premio Equitat-Diferència. 

## Reseña biográfica
Nació en Irán donde pasó los primeros años de su infancia. Tuvo que exiliarse a España tras la Revolución Islámica de 1979 por estar su familia perseguida a causa de profesar el bahaísmo.
Es licenciada en Psicología, doctora en psicología social y ha trabajado en los ámbitos de la terapia de pareja, la psicología familiar sistémica y la terapia estratégica breve. Como autora, destaca su libros Maternidad y trabajo. Conflictos por resolver (Icaria 2010), con un polémico prólogo de Carme Chacón estando embarazada y ejerciendo en ese momento como ministra de defensa.
Sus investigaciones en el ámbito de los estudios de género fueron pioneros en España habiendo obtenido en 2001 el prestigioso galardón Equidad-Diferencia, otorgado por la Generalidad de Cataluña. Ha sido, asimismo, la introductora en España de la denominada Psicología del Carácter como formadora del Proyecto Virtudes para profesionales y empresas desde el año 2002. Como fruto de esta labor publicó en 2021 su libro El Buen Carácter. Claves para sacarle partido a tu forma de ser (Plataforma), con el prólogo de Victoria Camps y diseñó el Juego del Carácter (Erasmus, 2019). Aparte de sus artículos académicos ha publicado artículos de divulgación en las revistas Mente Sana (RBA), CuerpoMente (RBA), Objetivo Bienestar (Grupo Planeta) y en el consultorio psicológico de la revista Lecturas. Es colaboradora de los diarios El País y El Confidencial con artículos de opinión sobre salud mental y psicología social. También ha aparecido en la serie Aprendemos Juntos 2030 producida por El País y BBVA. 

## Publicaciones
- Prejuicio e intención de contacto (Erasmus, 2005)
- Maternidad y trabajo. Conflictos por resolver (Icaria, 2010)
- El juego del carácter (Erasmus, 2018)
- El buen carácter. Cómo sacarle partido a tu forma de ser (Plataforma, 2021)
- El enigma de las parejas duraderas. La ciencia de los romances de éxito (Plataforma, 2024)